# The Sunlandic Twins
The Sunlandic Twins è il settimo album discografico in studio del gruppo musicale statunitense Of Montreal, pubblicato nel 2005.

## Tracce
1. Requiem for O.M.M.2 – 2:19
2. I Was Never Young – 3:30
3. Wraith Pinned to the Mist and Other Games – 4:15
4. Forecast Fascist Future – 4:22
5. So Begins Our Alabee – 4:15
6. Our Spring Is Sweet Not Fleeting – 1:02
7. The Party's Crashing Us – 4:53
8. Knight Rider – 1:06
9. I Was a Landscape in Your Dream – 3:05
10. Death of a Shade of a Hue – 2:54
11. Oslo in the Summertime – 3:21
12. October Is Eternal – 3:58
13. The Repudiated Immortals – 2:18